# Maja Blagdan
Maja Blagdan (* 16. Mai 1968 in Split) ist eine kroatische Pop-Sängerin.

## Leben und Wirken
Sie begann ihre Karriere 1986 als Sängerin der Rockband Stijene. Ihr erstes Album als Solo-Künstlerin erschien dann 1993. Sie war Gewinnerin des Dora-Festivals und somit Teilnehmerin des Eurovision Song Contest 1996 für Kroatien. Ihr Song Sveta ljubav (dt.: Heilige Liebe) erreichte den vierten Platz. Dies ist gemeinsam mit Marija Magdalena von Doris Dragović, die 1999 ebenfalls den vierten Platz erreichte, das beste Ergebnis Kroatiens beim ESC. Blagdan nahm noch einige weitere Male an der kroatischen Vorentscheidung teil, konnte aber nicht mehr gewinnen.
2008 erschien mit Sretna Žena ihr bislang letztes Studio-Album mit Pop-Musik. Im Jahr darauf folgte Put, Istina I Život, ein Album mit religiöser Musik, das gemeinsam mit Zlatko Sudac und Ivan Puljić entstand.
Im Jahr 2016 war Blagdan in dem christlichen Musical Uskrsli in der Komedija in Zagreb zu sehen.

## Diskografie

### Alben
- 1993: Vino i gitare
- 1994: Bijele ruže
- 1996: Sveta ljubav
- 1997: Ljubavi moja jedina
- 2000: Ti
- 2001: Ljubavi, ljubavi
- 2003: Moje ime je ljubav
- 2009: Zlatna Kolekcija (Stijene)